# Begonia paniculata
Espèce
Begonia paniculata est une espèce de plantes de la famille des Begoniaceae.
Elle a été décrite en 1878 par Lorenzo Raimundo Parodi (1895-1966).

## Répartition géographique
Cette espèce est originaire du pays suivant : Paraguay.